# Mesogramma apiifolium
Mesogramma es un género monotípico de plantas herbáceas perteneciente a la familia de las asteráceas. Su única especie: Mesogramma apiifolium, es originaria de Sudáfrica.

## Taxonomía
Mesogramma apiifolium fue descrita por (Griseb.) B.Nord.    y publicado en Prodromus Systematis Naturalis Regni Vegetabilis 6: 304. 1837[1838].
Sinonimia
- Senecio apiifolius (DC.) Benth. & Hook.f. ex O.Hoffm.
- Senecio peculiaris Dinter
- Senecio sisymbriifolius (auct. non DC.; Dinter)[4]